# Guangping
För andra betydelser, se Guangping (olika betydelser).
Guangping, även romaniserat Kwangping, är ett härad som lyder under Handans stad på prefekturnivå i Hebei-provinsen i norra Kina.